# インキュベーションオフィス
インキュベーションオフィス（英語: Incubation Office）とは、起業や創業をするために活動する入居者を支援する施設。インキュベーションオフィスとも。また、そのような施設に関わる事業者はインキュベーターともいう。
通常場所の安価な貸与とセットでインキュベーションマネージャーによるコンサルティングや各種の支援施策を用意している。地方自治体や公的機関が運営している事が多く、安価な家賃で入居できることが多い。そのため、入居には一定の審査が必要な事も多く、レンタルオフィス等に比べると入居するためのハードルは高いといえる。他形態としてコーポラティブオフィスがある。